# جپن ایر کاموتر
جپن ایر کاموتر (به انگلیسی: Japan Air Commuter) یک شرکت هواپیمایی با کد یاتا JC است که در ۱ ژوئیه ۱۹۸۳ میلادی تأسیس شده‌است. دفتر مرکزی جپن ایر کاموتر در کیریشیما، کاگوشیما، ژاپن واقع شده‌است و قطب این شرکت هواپیمایی در فرودگاه کاگوشیما قرار دارد و به ۲۲ مقصد، پرواز انجام می‌دهد.